# Восход (Свердловская область)
Восход — посёлок в Камышловском районе Свердловской области России, входит в состав «Зареченского сельского поселения».

## Географическое положение
Посёлок Восход муниципального образования «Камышловский муниципальный район» расположен в 16 километрах (по автотрассе в 19 километрах) к юго-востоку от города Камышлов, на левом берегу реки Скатинка (правый приток реки Пышма).

## История посёлка
В настоящий момент посёлок входит в состав муниципального образования «Зареченское сельское поселение». До 22 ноября 1966 года назывался посёлок центральной усадьбы Скатинского совхоза.

## Население
| 2002 | 2010  | 2021 |
| ---- | ----- | ---- |
| 1130 | ↘1042 | ↘946 |